# Gliese 57
Gliese 57 is een hoofdreeksster van het type M0Vk, gelegen in het sterrenbeeld Phoenix op 54,45 lichtjaar van de Zon. De ster heeft een relatieve snelheid ten opzichte van de zon van 108,5 km/s.